# Lacs Thetis
Pour les articles homonymes, voir Thétis (homonymie).

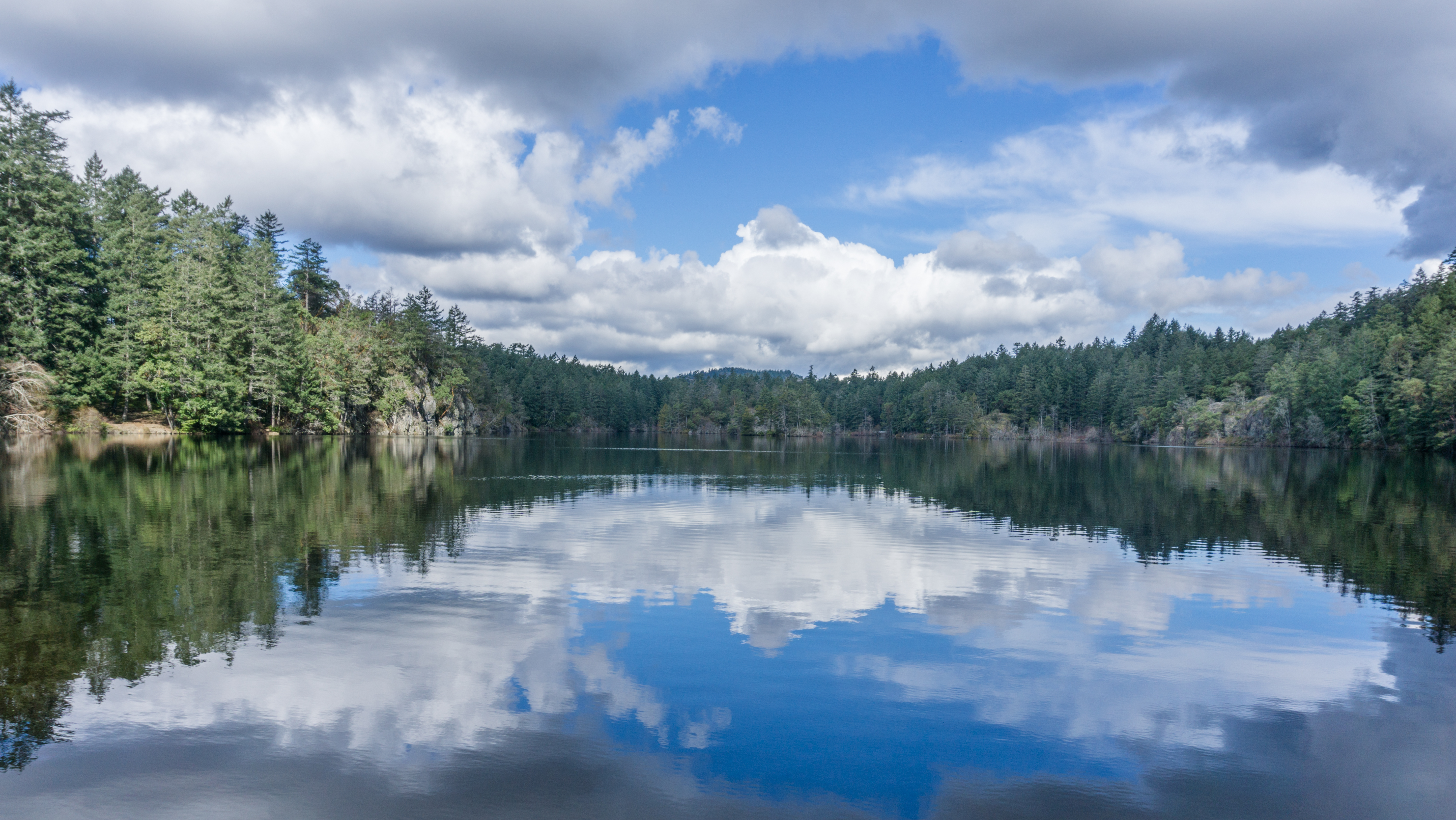
Un des lacs Thetis

Les lacs Thetis sont un ensemble de lacs situés dans le Thetis Lake Regional Park à environ 12 km à l'ouest du centre de la ville de Victoria  en Colombie-Britannique.
Ils font partie d'un des premiers sanctuaires de la nature établis au Canada en 1958.